# Lysapsus
Genre
Lysapsus est un genre d'amphibiens de la famille des Hylidae.

## Répartition
Les quatre espèces de ce genre se rencontrent en Amérique du Sud.

## Liste des espèces
Selon Amphibian Species of the World (9 juin 2017) :
- Lysapsus bolivianus Gallardo, 1961
- Lysapsus caraya Gallardo, 1964
- Lysapsus laevis (Parker, 1935)
- Lysapsus limellum Cope, 1862

## Publication originale
- Cope, 1862 : On some new and little known American Anura. Proceedings of the Academy of Natural Sciences of Philadelphia, vol. 14, p. 151–159  (texte intégral).